# Elzo JamDong
Elzo Jamdong, de son vrai nom Elhadji Diallo, né à Dakar (Sénégal)[Quand ?], est un auteur-compositeur-interprète sénégalais,. Il est membre de JamDong Community, un collectif de rap sénégalais dont il a été le cofondateur. Il rappe et chante principalement en Wolof, mais aussi en Anglais et en Français.

## Biographie
Elzo Jamdong a grandi dans le centre-ville de Dakar dans le quartier du Plateau.
Il se fait connaitre en 2014, grâce à sa première Mixtape intitulée Free Dope (12 titres) et dès lors sa musique est diffusée sur les chaines de télévision (RTS, 2sTV, TFM, Sen TV...),, ainsi que sur les radios locales (Vibe Radio, Dakar FM, RFM, Zik FM...),.
Il poursuit en 2015, avec Free Season, un EP de 8 titres. La même année, il organise un concert dans la salle du Théâtre National Daniel-Sorano à Dakar. Son spectacle est diffusé en direct sur 2sTV, la deuxième chaîne de télévision sénégalaise.  
En 2016, il publie son premier album, Freengdom (16 titres) dans lequel il aborde les thèmes de la liberté et de la paix. Le premier extrait de cet album, Assiko Flow, est diffusé sur RFI à sa sortie ainsi que sur OKLM Radio dans l'émission Couvre-feu présentée par Jacky Brown et figure notamment dans la compilation des 20 ans de Couleurs Tropicales produit par Claudy Siar. Le clip dudit single est intégré dans la playlist Urban Hit de la chaine Trace Urban.